# Rytidosperma virescens
Rytidosperma virescens är en gräsart som först beskrevs av Étienne-Émile Desvaux, och fick sitt nu gällande namn av Elisa G. Nicora. Rytidosperma virescens ingår i släktet kängurugräs (släktet), och familjen gräs. Inga underarter finns listade i Catalogue of Life.